# Ecoterrorismo
Il termine ecoterrorismo è un neologismo, il cui utilizzo indica una forma di terrorismo a sostegno di ragioni ambientaliste e animaliste. Secondo l'FBI è descrivibile come «l'uso o la minaccia di ricorrere alla violenza in modo criminale, contro istituzioni o beni privati, da parte di organizzazioni d'orientamento ecologista, per ragioni politiche legate all'ambientalismo, o animate dalla volontà di ottenere visibilità tramite un obiettivo, spesso di natura simbolica».
Fra le organizzazioni etichettate come ecoterroriste negli Stati Uniti d'America troviamo l'Earth Liberation Front, che nel 2001 l'FBI ha definito come "uno dei gruppi estremisti più attivi negli Stati Uniti" ed una "minaccia terroristica" benché la stessa abbia sconfessato pubblicamente ogni danno ad umani ed animali e l'Animal Liberation Front.

## Personalità
- Marco Camenisch